# Parenchima (botanika)
A parenchima a növények a tér minden irányában többé-kevésbé azonos kiterjedésű sejtekből álló szövete. A leggyakoribb valódi alapszövet, sok helyen, változatos formákban fordul elő a növényben.